# Nosówka (Polska)
Nosówka – wieś w Polsce, położona w województwie podkarpackim, w powiecie rzeszowskim, w gminie Boguchwała. Leży nad potokiem Niechobrzką, lewym dopływem Wisłoka.
W latach 1975–1998 miejscowość administracyjnie należała do województwa rzeszowskiego.
Sołectwo Nosówka położone jest wzdłuż drogi powiatowej Rzeszów – Przybyszówka – Trzciana, Rzeszów – Przybyszówka – Iwierzyce i drogach gminnych. Na terenie sołectwa występują złoża ropy naftowej i gazu ziemnego eksploatowane przez PGNiG SA oddział w Sanoku.

## Integralne części wsi
| SIMC    | Nazwa       | Rodzaj    |
| ------- | ----------- | --------- |
| 0645145 | Folwark     | część wsi |
| 0645151 | Góra        | część wsi |
| 0645168 | Kolonia     | część wsi |
| 0645174 | Krzywdy     | część wsi |
| 0645180 | Pod Bzianką | część wsi |
| 0645197 | Przymiarki  | część wsi |
| 0645205 | Za Rzeką    | część wsi |

## Zabytki
Do zabytków należą:
- budynki podworskie: dworek, spichlerz, oraz część gorzelni i stodoły
- budynek szkoły z 1906 r. im. Jana Kantego, w którym od 2015 mieści się żłobek[7]
- zabytkowa pompa strażacka (dwukółka) wyk. rzem. 1920 r.
- stare drzewa: modrzew, sosna kanadyjska i lipa drobnolistna
- krzyż wotywny z 1858 r. „Pod Lipami”

W miejscowości od 1975 r. działa zespół „Nosowiany” kultywujący tradycje lokalne.

## Osoby związane z Nosówką
- Franciszek Błażej – żołnierz Armii Krajowej
- Stefan Dąmbski – żołnierz Armii Krajowej, autor książki Egzekutor

## Sport
We wsi działa założony w 1987 roku Klub Sportowy Novi Nosówka. W sezonie  2021/22 gra w klasie A w grupie Rzeszów I.